# Uroobovella scelerum
Uroobovella scelerum es una especie de arácnido del orden Mesostigmata de la familia Urodinychidae.

## Distribución geográfica
Se encuentra en la Guayana francesa en América del Sur.